# Haworthia tricolor
Haworthia tricolor är en grästrädsväxtart som först beskrevs av Ingo Breuer, och fick sitt nu gällande namn av M. Hayashi. Haworthia tricolor ingår i släktet Haworthia och familjen grästrädsväxter. Inga underarter finns listade i Catalogue of Life.